# Kvarnsjön (Hammars socken, Närke, 650789-145254)
Kvarnsjön är en sjö i Askersunds kommun och Motala kommun i Närke och ingår i Motala ströms huvudavrinningsområde. Sjön har en area på 0,322 kvadratkilometer och ligger 125,7 meter över havet.

## Delavrinningsområde
Kvarnsjön ingår i det delavrinningsområde (650990-145259) som SMHI kallar för Rinner till 648861-144785. Medelhöjden är 132 meter över havet och ytan är 117,36 kvadratkilometer. Det finns inga avrinningsområden uppströms utan avrinningsområdet är högsta punkten. Avrinningsområdets utflöde Motala Ström mynnar i havet. Avrinningsområdet består mestadels av skog (56 procent), öppen mark (10 procent) och jordbruk (22 procent). Avrinningsområdet har 2,58 kvadratkilometer vattenytor vilket ger det en sjöprocent på 1,5 procent. Bebyggelsen i området täcker en yta av 10,46 kvadratkilometer eller 6 procent av avrinningsområdet.